# 奔騰 (馬匹)
奔騰（英語：Oriental Express，1993年－2019年），是一匹香港競賽馬匹，練馬師為愛倫，馬主為榮智健，曾經於1997/1998馬季成為香港馬王。退役後往榮智健位於倫敦的私人牧場生活。
在1997年初「奔騰」以愛爾蘭自購馬身份在港一出即勝，於往後四年間出賽48次，共奪得七冠八亞六季，總獎金為29,223,415港元。「奔騰」在港贏過香港打吡大賽、主席短途獎及女皇盃，另曾兩勝香港冠軍暨遮打盃，以及出師日本安田紀念賽跑第二，各賽途程有長有短，使牠被冠以「全材馬王」的美號。

## 曾勝出賽事

### 1996-1997馬季
- 長春讓賽 1200米
- 香港打吡大賽 1800米

### 1997-1998馬季
- 女皇盃 2000米
- 主席獎 1200米

### 1998-1999馬季
- 賀年盃 1600米
- 香港冠軍暨遮打盃 2400米

### 2000-2001馬季
- 香港冠軍暨遮打盃 2400米

## 曾參加海外賽事

### 1997-1998馬季
- 安田紀念賽1600米

### 1998-1999馬季
- 安田紀念賽1600米

### 1999-2000馬季
- 新加坡航空國際盃2000米